# L.C.
L.C. MCMXXIII - 16 Juli - MCMXLIII is een particuliere uitgave van Gerard Goudriaan uit 1943 ter herdenking van de 20e sterfdag van de schrijver Louis Couperus.

## Geschiedenis
Gerard J.D. Goudriaan (1919-1949) was een dichter en in de eerste plaats een Leidse student. Na een verkeersongeval op 31 mei 1949 te Leiden kwam hij als enige van de zes inzittenden van een auto te overlijden. In de jaren daarvoor had hij een reputatie opgebouwd, als student, als dandy en in beperkte kring als dichter. Hij bewonderde ook andere dichters. Zo sprak hij als student enkele woorden tijdens de begrafenis van P.C. Boutens (1870-1943).
Goudriaan gaf verschillende publicaties in eigen beheer uit, waaronder eigen dichtbundels. Een van diens uitgaven was het herdenkingsartikel ter gelegenheid van de 20e sterfdag van Louis Couperus (1863-1923). Al bij het Leidse dispuut Literis had hij eens een lezing gehouden over Levenspessimisme bij Coenen, Emants en Couperus.

### Uitgave
Het herdenkingsartikel draagt als motto uit Couperus' Metamorfoze:
O, de nietigheid van geoordeeld te worden
door monden van mensen!
Goudriaan begint het artikel zelf met de woorden: "Couperus te belichten is een daad, die meer inhoudt dan enkel een eigensoortig genoegen". Hij beëindigt het met de woorden: "Het is twintig jaar geleden, dat hij van ons is heengegaan. Het is, als ware hij gisteren gestorven".
De uitgave verscheen in een zeer beperkte oplage van twintig exemplaren, en behoort daardoor ook tot de meest zeldzame en kostbaarste die er over Couperus bestaan. Het colofon luidt: "Deze uitgave werd gezet uit de letter Egmont van S.H. de Roos en gedrukt in een oplage van 20 exemplaren, welke niet voor den handel is bestemd". Alle uitgaven werden met de hand genummerd en gesigneerd. Tegenover de titelpagina is een foto van Couperus door Emil Otto Hoppé ingeplakt waaronder een facsimile van Couperus' handtekening staat. De uitgave is in druk opgedragen "Aan Elisabeth Couperus-Baud". Vrijwel alle bekende exemplaren werden in linnen gebonden, ze zijn gedrukt op Van Gelder Pannekoek.
In augustus 1943 verscheen het artikel in het tijdschrift Nederlandsche bibliographie 88 no. 2. Ook Schmidt Degener nam het op in zijn biografie annex bloemlezing.

### Bekende exemplaren
De meeste bekende, in linnen gebonden [tenzij anders vermeld] exemplaren dragen een persoonlijke opdracht van de auteur. Bekend zijn de volgende exemplaren met, voor zover bekend, de persoonlijke opdrachten:
- 2 - aan G.J.D. Goudriaan
- 3 - aan Pieter Nicolaas van Eyck, aangeboden ter verkoop in 2011 door antiquariaat André Swertz en afgebeeld in Het boek van adel
- 4 - aan Walter Bosch
- 5 - aan W.M.J. Alvares Correa, ingenaaid, collectie Jan Eekhof
- 6 - aan mr. Nico Kolff, aangeboden ter verkoop in 2011 door antiquariaat Fokas Holthuis[2]
- 7 - aan S.G. van Looy
- 8 - aan mr. J.H. Smeets
- 9 - aan Jhr. J.M. van Rijckevorsel van Rijsenburg
- 10 - aan Robert van Eyck
- 11 - aan Nico Boon
- 12 - aan C.P.G. Verdoes Kleijn-Goudriaan
- 13 - aan Paul Lücker, collectie Jan Eekhof
- 14 - aan G.H. 's-Gravesande, Universiteitsbibliotheek van Amsterdam
- 15 - aan zijn eerste biograaf H. Schmidt Degener, collectie Jan Eekhof
- 16 - aan Tante Margot Goudriaan
- 17 - aan Anton Bolleurs
- 18 - aan Anny Goudriaan-Jansen, zijn schoonzus
- 19 - aan Dr. A.H. Fortanier
- AE - Dirk de Jong
- onbekend, verkocht op veiling 30 mei 2006 bij Bubb Kuyper Veilingen te Haarlem
- onbekend, Universiteitsbibliotheek Leiden